# Assia Erramy
Assia Erramy, née le 1er janvier 1990, est une joueuse marocaine de volley-ball.

## Carrière
Elle remporte la médaille de bronze des Jeux africains de 2019 avec l'équipe du Maroc féminine de volley-ball.